# Hockey (album)
Hockey è un album in studio del compositore jazz statunitense John Zorn. Sei dei brani contenuti su questo album furono originariamente pubblicati nel 1980 nell'album in studio Pool. Venne poi successivamente ripubblicato in formato CD il 25 gennaio 2000 dalla Tzadik Records.

## Descrizione
Hockey contiene varie registrazioni del cosiddetto "game piece" dal titolo eponimo.

### I brani
La quarta prova elettrica e le prove acustiche numero 2, 4, 11, 13, 1 furono pubblicate sull'album Pool del 1980.

## Tracce

### Versione elettrica
Musiche di John Zorn.
1. Take 1 – 0:55
2. Take 2 – 3:11
3. Take 3 – 11:32
4. Take 4 – 11:18

Durata totale: 26:56

### Versione acustica
Musiche di John Zorn.
1. Take 2 – 3:43
2. Take 4 – 2:45
3. Take 11 – 0:54
4. Take 13 – 1:02
5. Take 1 – 3:10
6. Take 3 – 3:16
7. Take 5 – 1:08
8. Take 6 – 1:00
9. Take 7 – 1:07
10. Take 8 – 0:45
11. Take 9 – 1:22
12. Take 10 – 1:03
13. Take 12 – 1:16

Durata totale: 22:31

## Formazione
- John Zorn - clarinetto
- Polly Bradfield - violino
- Eugene Chadbourne - chitarra elettrica
- Mark Miller - percussioni, vibrafono, microfono a contatto
- Wayne Horvitz - pianoforte amplificato
- Bob Ostertag - elettronica